# Stout (Iowa)
Stout es una ciudad ubicada en el condado de Grundy en el estado estadounidense de Iowa. En el Censo de 2010 tenía una población de 224 habitantes y una densidad poblacional de 292,19 personas por km².

## Geografía
Stout se encuentra ubicada en las coordenadas 42°31′37″N 92°42′42″O / 42.52694, -92.71167. Según la Oficina del Censo de los Estados Unidos, Stout tiene una superficie total de 0.77 km², de la cual 0.77 km² corresponden a tierra firme y (0%) 0 km² es agua.

## Demografía
Según el censo de 2010, había 224 personas residiendo en Stout. La densidad de población era de 292,19 hab./km². De los 224 habitantes, Stout estaba compuesto por el 99.55% blancos, el 0% eran afroamericanos, el 0% eran amerindios, el 0.45% eran asiáticos, el 0% eran isleños del Pacífico, el 0% eran de otras razas y el 0% pertenecían a dos o más razas. Del total de la población el 0.89% eran hispanos o latinos de cualquier raza.